# Aleksander Kalinowski
Aleksander Kalinowski (ur. 23 kwietnia 1953 w Lipnie) – polski aktor teatralny i filmowy.

## Życiorys
W 1978 roku ukończył Państwową Wyższą Szkołę Teatralną w Warszawie. 30 października tego samego roku miał miejsce jego debiut teatralny. Był aktorem teatrów warszawskich: Narodowego (1978–1984), Popularnego (1984–1990) i Nowego (1990–1994).

## Filmografia (wybór)
- 1977: Akcja pod Arsenałem
- 1980: Dom – „Leoś Kotwica”, sprzedawca kradzionego cukru
- 1980: Olimpiada ’40 – O'Brian
- 1981: Jan Serce – Aleksander „Rudy” Komuda, członek drużyny (odc. 6 i 7)
- 1983: Planeta krawiec
- 1984: Przemytnicy – Alfred Alińczuk, narzeczony Feli
- 1985: C.K. Dezerterzy – Holjan
- 1985: Dziewczęta z Nowolipek – chłopak szatkujący kapustę w sklepie rodziców Kwiryny
- 1985: Siekierezada – zabijaka na zabawie
- 1986: Zmiennicy – menel w restauracji (odc. 12)
- 1988: Męskie sprawy
- 1988: Obywatel Piszczyk
- 1989: Sztuka kochania – aktor w radzieckim filmie
- 1991: Powodzenia, żołnierzyku – Jean
- 1992: Tajna misja – Guard (odc. 3)
- 1993: Kuchnia polska – strajkujący robotnik (odc. 5)
- 1993: Trzy kolory. Biały
- 1994: Molly – Grzegorz, handlarz „trefnym towarem” na bazarze
- 1995: Cyrkowa pułapka
- 1997: Wojenna narzeczona – Lis (odc. 1)
- 1999: Wrota Europy – Rudy
- 2003: Psie serce – mastalerz Marian Wojko (odc. 14)
- 2005: Kryminalni – członek sekty „Eden” (odc. 25)
- 2009: Na dobre i na złe – Waldemar Kubicz (odc. 394)
- 2012: Czas honoru – mężczyzna na rowerze (odc. 57)
- 2014: Prawo Agaty – profesor Czapski (odc. 77)